# Tartsd szárazon a puskaport
A Tartsd szárazon a puskaport a Kárpátia Zenekar 2015. augusztus 15-én, a RockBalaton fesztiválon, az együttes 1000. fellépésének napján megjelent nemzeti rock albuma.

## Számlista
1. Prológus
2. Tartsd szárazon a puskaport
3. Egy gúnyám, egy csizmám
4. Kisarjadt vér
5. Visszavár Hazád
6. Palócok
7. Amíg csak egy magyar él
8. Csínom Palkó, Balogh Ádám nótája
9. A bánat kovácsa
10. Testünk feszülő íj
11. Csillagok, csillagok

## A dalokban közreműködtek
- Petrás János – ének, basszusgitár
- Szijártó Zsolt – gitár
- Bäck Zoltán – gitár
- Galántai Gábor – billentyű
- Bankó Attila – dob
- Bene Beáta – furulya
- Egedy Piroska – cselló
- Csurka László – vers
- Vári Kovács Péter – ének
- Bodó Tímea Emese – ének
- Galántai (Öreg Zászlóvivő) Gábor – kürt
- Back Andrea – vokál
- Petrás Mátyás – vokál